# See How They Run
See How They Run är en komedifilm från 2022 regisserad av Tom George, skriven av Mark Chappell och producerad av Damian Jones och Gina Carter. I huvudrollerna ser vi Sam Rockwell, Saoirse Ronan, Adrien Brody, Ruth Wilson, Reece Shearsmith, Harris Dickinson, och David Oyelowo. Filmen handlar om några mordfall som sker i samband med en föreställning av Agatha Christies pjäs Råttfällan 1953.
See How They Run släpptes på bio i Storbritannien den 9 september 2022 och i Nordamerika den 16 september 2022 av Searchlight Pictures. Filmen fick positiva recensioner från kritiker och har spelat in 22 miljoner dollar världen över. Den nominerades bland annat till "Outstanding British Film Award" vid den 76:e upplagan av British Academy Film Awards.

## Historia
Råttfällan är en riktig pjäs av Agatha Christie som hade premiär på Theatre Royal i Nottingham den 6 oktober 1952 och har fortsatt att spelas till denna dag, vilket gör den till den längsta pjäsen i världen. Richard Attenborough och hans fru Sheila Sim var de första skådespelarna som spelade kommissarie Trotter respektive Mollie Ralston. En filmatisering tillkännagavs 1959 för att produceras av Edward Small och Victor Saville för United Artists med Tyrone Power och Maria Schell i huvudrollerna, men filmen gjordes aldrig. (Small producerade den tidigare Christie-filmatiseringen Åklagarens vittne (1957) med Power i huvudrollen.) Det blev så småningom två filmversioner av pjäsen - den bengaliska Chupi Chupi Ashey (1960) och den ryska Myshelovka (1990). Som det framställs i filmen kan Råttfällan inte göras till en engelskspråkig film förrän tidigast ett halvår efter att den har stängts på West End. Den längsta pausen mellan föreställningarna var 14 månader under Covid-19-pandemin.

## Handling
I London 1953 firar Agatha Christies pjäs Råttfällan sin 100:e föreställning, och den sjaskige amerikanske regissören Leo Köpernick har anlitats av producenten John Woolf för att regissera filmatiseringen. Efter att Köpernicks berusade beteende mot den kvinnliga huvudrollsinnehavaren Sheila Sim leder till ett knytnävsslagsmål med sin man och motspelare Richard Attenborough, dödas Köpernick backstage av en osynlig angripare. Kommissarie Stoppard utreder mordet, i skuggan av den oerfarne konstapel Stalker. Alla på teatern pekas ut som misstänkta och potentiella offer, inklusive pjäsens producent Petula Spencer och Woolfs fru Edana Romney. Stoppard försöker stänga teatern tills mordet är löst, men Metropolitan Police Commissioner Harold Scott ingriper och ger Stalker i uppdrag att hjälpa till i utredningen. Stoppard och Stalker söker igenom Köpernicks rum på Savoy Hotel och hittar hans adressbok med kvinnouppgifter. Hotellchefen minns Köpernicks våldsamma gräl med manusförfattaren Mervyn Cocker-Norris, som erkänner att han bråkade med Köpernick om regissörens vision om ett actionfyllt slut för Råttfällan-filmen. Mervyn, som bor med sin hetlevrade "brorson" Gio, minns en "vanlig kvinna" som anlände till hotellet med Köpernicks son.
Stoppard och Stalker ifrågasätter Woolf, som utsattes för utpressning av Köpernick efter att han upptäckt Woolfs affär med sin assistent Ann. Dennis, en vaktmästare på teatern, ger en föga hjälpsam beskrivning av en misstänkt figur. Attenborough och Sim förhörs också. Spencer förklarar att hon gav filmrättigheterna till Råttfällan till Woolf, men att han inte skulle kunna producera filmatiseringen förrän pjäsen hade lagts ner. På en pub blir Stoppard vän med Stalker och avslöjar att hans otrogna fru lämnade honom efter att ha fått ett barn med en annan man. När Stalker kör hem en berusad Stoppard hittar han nyhetsartiklar och en bild på sin ex-fru, vilket passar in på Mervyns beskrivning av en "hemtrevlig kvinna med glasögon". I kombination med Dennis beskrivning leder detta till att Stalker misstänker att Stoppard kan vara mördaren, och han söker efter hans ex-fru i Köpernicks adressbok. Stoppard och Stalker går på en föreställning av Råttfällan under vilken Mervyn, Woolf, Dennis, Gio och Stoppard lämnar salongen. Stalker följer snart efter efter att ha sett Stoppard hämta sina handskar. I foajén stryps Mervyn till döds av en handskbeklädd figur. Stalker får syn på Stoppard som står på knä över kroppen och tar upp jakten och slår honom medvetslös med en snöskyffel.
Stoppard vaknar upp i en cell, och Stalker och Scott anklagar honom för att ha utfört morden. Stalker har kallat Joyce, mamman till Köpernicks son, men hon är inte Stoppards ex-fru, vilket frikänner honom. Stalker eskorterar Joyce och hennes son hem och Joyce nämner att han hörde en man med en "byfåne"-accent. Efter att ha läst igenom Mervyns forskning om Råttfällan inser Stoppard mördarens identitet och skyndar sig till den misstänktes lägenhet, där Stalker redan har brutit sig in och hittat de nödvändiga bevisen: mördaren är Dennis.
Attenborough, Sim, Woolf, Ann, Spencer och hennes gamla mor anländer till Agatha Christies hem i Wallingford, efter att ha fått inbjudningar till middag. Butlern Fellowes blir förbryllad när de anländer, men Christies man Max Mallowan låter dem komma in. Gruppen hålls under pistolhot av Dennis, som Spencers mor känner igen som Dennis Corrigan, ett misshandlat barn vars brors död inspirerade handlingen i Råttfällan. Dennis förklarar att han dödade Köpernick och Mervyn i ett försök att stoppa pjäsen och dess bearbetning, äcklad av att hans brors tragedi utnyttjades för underhållning. Efter att ha förfalskat inbjudningarna för att locka alla samman har Dennis tillfångatagit Edana och misstagit henne för Christie. Christie kommer in med te, bland annat en förgiftad kopp till Dennis som Fellowes av misstag dricker istället. En beväpnad Stoppard anländer och en skottlossning följer. Sim distraherar Dennis med en molotovcocktail, och Stalker tar nästan en kula för att rädda Stoppard, vilket matchar Köpernicks berättelse, innan Agatha slår Dennis med en spade. Det visar sig att kulan faktiskt träffade Stoppard, även om skottet inte var dödligt. En tid senare klarar Stalker sin sergeantexamen och en tillfrisknande Stoppard får kungens medalj för polis och brandkår, och de går på en annan föreställning av Råttfällan tillsammans. I slutet av filmen vänder sig Stoppard mot kameran och ber publiken att hålla mördarens identitet hemlig, vilket även sker i slutet av pjäsen Råttfällan.

## Rollista
| - Sam Rockwell som kommissarie George Stoppard, en alkoholiserad detektiv på flykt från sin avdelning som tilldelas fallet - Saoirse Ronan som Constable Stalker, en energisk och ivrig officer som får i uppdrag att hjälpa Stoppard - Adrien Brody - Leo Kopernick, regissören av filmatiseringen av Råttfällan - Ruth Wilson - Petula Spencer, producent av pjäsen och mäklare för Agatha Christie - Reece Shearsmith - John Woolf, producenten av filmatiseringen av Råttfällan - Harris Dickinson - Richard Attenborough, den karismatiska stjärnan i pjäsen | - Charlie Cooper - Dennis Corrigan, en vaktmästare anställd av teatern - David Oyelowo - Mervyn Cocker-Norris, en välkänd dramatiker och manusförfattare till filmatiseringen av Råttfällan - Tim Key - Kommissarie Harold Scott, Stoppard och Stalkers chef - Shirley Henderson - Agatha Christie, den berömda tillbakadragna författaren till Råttfällan - Lucian Msamati - Max Mallowan, Christies gåtfulle make - Pippa Bennett-Warner - Ann Saville, Woolfs assistent och älskarinna | - Pearl Chanda - Sheila Sim, Richards fru och motspelare i pjäsen - Paul Chahidi - Fellowes, Christie's klumpiga butler - Sian Clifford - Edana Romney, Woolfs hustru - Ania Marson - Mamma - Jacob Fortune-Lloyd - Gio, Cocker-Norris "brorson" |

## Mottagande
På Rotten Tomatoes är 75 % av 191 kritikers recensioner positiva, med ett genomsnittligt betyg på 6,5/10. Webbplatsens konsensus lyder: "See How They Run kanske inte gör sig själv många tjänster genom att be om Christie-jämförelser, men det här är fortfarande en rolig pusseldeckare." Metacritic, som använder ett viktat genomsnitt, tilldelade filmen betyget 60 av 100, baserat på 40 kritiker, vilket indikerar "blandade eller genomsnittliga" recensioner.
Teo Bugbee från The New York Times berömde filmen och kallade den "en plommonaktig historia, en riktig fikonpudding bakad av en gång unkna Scotland Yard-troper". Nell Minow från RogerEbert.com gav filmen två och en halv stjärnor och sa att "all stil och entusiasm kan inte dölja det faktum att själva mysteriet aldrig kommer i närheten av de som Dame Agatha har kokat ihop."

## Trivia
- Richard Attenborough hälsar på detektiverna med "Darling". Detta var en egenhet hos Attenborough som han erkände att han ofta använde om han glömde någons namn.[1]
- Speakern som hörs på radion när en del av Råttfällan framförs i filmen är samma inspelning som användes i själva pjäsen. Den inspelningen gjordes av den framlidne skådespelaren Deryck Guyler 1952 och används fortfarande i dag. Man kan också för en kort stund se klockan ovanför den öppna spisen. Det är den enda överlevande rekvisitan från den ursprungliga premiären av showen den 6 oktober 1952 och används fortfarande i dag.[1]
- När han frågar ut portvakten på Savoy frågar Stalker honom vilken del av Frankrike han kommer ifrån, varpå han svarar "Belgien". Detta är en referens till Agatha Christies berömda karaktär Hercule Poirot, som är belgare, men som ofta misstas för att vara fransman.[1]
- Större delen av poliskåren är upptagen med att ta itu med morden på "Rillington Place". Richard Attenborough (huvudrollsinnehavaren i pjäsen "Råttfällan") spelade seriemördaren John Christie i Stryparen på Rillington Place (1971), baserad på dessa verkliga brott. Dessutom när konstapel Stalker ringer kvinnor från offrets lilla svarta bok, ringer han en Beryl och en Geraldine. Detta är namnen på den mor och dotter som Christie dödade och skyllde på Beryls make.[1]
- Christies butler heter Fellowes, en blinkning till Julian Fellowes, som skrev den Christie-liknande Gosford Park (2001) och manuset till Konstiga huset (2017).[1]
- Max Mallowan bjuder sina gäster på en mesopotamisk aperitif. Den verklige Mallowan tillbringade en stor del av sin karriär som arkeolog i Mesopotamien, den historiska region som ligger inom flodsystemet Tigris-Eufrat, vilket är dagens Irak. Det var vid en sådan utgrävning som han träffade Agatha Christie. Christie använde senare den arkeologiska utgrävningen som miljö för sin bok Mord i Mesopotamien (1936).[1]
- Medan Agatha diskar mumlar hon för sig själv om en karaktär som heter Ms. Ramsbottom. Moster Effie Ramsbottom är en karaktär i Christies roman En ficka full med råg från 1953.[1]
- Mervyn Cocker-Norris refererar till Gios uppstoppade fågel som "Stymfaliska fåglar". Det är titeln på en novell av Agatha Christie i boken Herkules storverk (1947).[1]
- Tre av de fyra tandläkare som står på dörrklockorna som PC Stalker trycker på när hon försöker hitta kommissarie Stoppard är namn från Agatha Christie-historier. Norman Gale var en tandläkare i romanen Den flygande döden; Henry Morley var Poirots tandläkare i Skospännet; och William Hearn var en kriminalinspektör vid Scotland Yard i novellen Hippolytes gördel. Den fjärde tandläkaren, B Willkinson, kopplade till Christie på något sätt som ännu inte har hittats.[1]
- Agatha Christie försöker döda mördaren med förgiftat te. I verkliga livet lärde sig Christie en hel del om gifter på grund av sin erfarenhet som sjuksköterska under första världskriget. Det var denna omfattande kunskap om förgiftning som inspirerade henne att skriva mordgåtor.[1]
- Kopparna med te roteras av misstag så att Fellowes av misstag blir förgiftad. Detta är kopierat från Christies roman Ridå – Hercule Poirots sista fall, där ett liknande dödsfall inträffar.[1]
- I slutscenen säger Attenborough om Råttfällan: "Det är inte precis Hamlet." Pjäsen-i-pjäsen som förekommer i akt 3 av Hamlet kallas "Råttfällan". Kommissarie Stoppard säger också till konstapel Stalker "The play's the thing", en replik från Hamlet.[1]
- I slutet av varje föreställning av Råttfällan ber skådespelarna publiken att hålla slutet hemligt. Pjäsens slut antyds på flera ställen i filmen, men det avslöjas aldrig. Kommissarie Stoppard är uppkallad efter Tom Stoppard som skrev en pjäs som förstör slutet på Råttfällan, det finns flera villospår i filmen som föreslår en liknande vändning, upplösningen av mysteriet refererar till slutet av pjäsen, och i slutet av filmen ber artisterna på samma sätt publiken att inte förstöra slutet för någon annan.[1]
- Dennis Corrigans motiv var att han var en av de två bröder vars verkliga erfarenheter inspirerade till Råttfällan, och han sökte hämnd för att hans brors död användes som underhållning. Det verkliga fallet var en annan Dennis, Dennis O'Neill, död och en överlevande bror vid namn Terence.[1]